# Liparis lauterbachii
Liparis lauterbachii är en orkidéart som beskrevs av Rudolf Schlechter. Liparis lauterbachii ingår i släktet gulyxnen, och familjen orkidéer. Inga underarter finns listade i Catalogue of Life.